# Constantin Antoci
Constantin Antoci (n. 28 februarie 1949, satul Mihailovca, raionul Cimișlia) este un general-locotenent de poliție din Republica Moldova, care a deținut funcția de ministru al afacerilor interne în Guvernul Republicii Moldova (1992-1997).

## Biografie
Constantin Antoci s-a născut la data de 28 februarie 1949 în satul Mihailovca (raionul Cimișlia). După absolvirea școlii secundare, a lucrat ca învățător la Școala medie nr. 1 din satul natal (1966–1968). A studiat la Școala medie de miliție de la Chișinău a Ministerului de Afaceri Interne al URSS (1970-1972) și apoi la Școala Superioară de Miliție de la Leningrad (1973-1977).
A lucrat timp de peste 30 de ani în cadrul Ministerului Afacerilor Interne al Republicii Moldova, începându-și activitatea în gradul de cadet la școala de miliție. Și-a început cariera ca inspector al serviciului executor al MAI (1972–1973). Din august 1977 lucrează ca inspector, inspector superior șef de secție, prima sa funcție fiind cea de șef-adjunct al Miliției din orașul Bălți în anul 1977.
După ce a lucrat ca șef al Departamentului regional de miliție din orașul Comrat (1984-1986), Constantin Antoci a devenit șef al administrației Ministerului Afacerilor Interne din RSS Moldovenească (1986-1989). Apoi, timp de trei ani, a fost viceministru și prim-viceministru al afacerilor interne.
În perioada 5 februarie 1992 - 13 martie 1997, Constantin Antoci a deținut funcția de ministru al afacerilor interne al Republicii Moldova. La 24 februarie 1992 i s-a acordat gradul special de general-maior de poliție. Ulterior a obținut și gradul de general-locotenent.
Timp de câte doi ani a lucrat apoi ca șef de secție la Direcția juridică a Cancelariei de stat a Guvernului Republicii Moldova (13 martie 1997 – 29 iulie 1999) și director general al Departamentului de protecție civilă și situații excepționale (29 iulie 1999 – 28 decembrie 2001).
Din 7 februarie 2002, este șef adjunct al Direcției principale de înregistrare a transportului și calificarea conducătorilor auto a DTI, la înființarea căruia și-a adus aportul. La 1 august 2005 a fost numit în funcția de director adjunct al Centrului registrelor de stat al Întreprinderii de Stat „Registru” a Ministerului Dezvoltării Informaționale.